# Cirsodes aggerata
Cirsodes aggerata là một loài bướm đêm trong họ Geometridae.